# Hubert (FFH-Gebiet)
Das Fauna-Flora-Habitat-Gebiet Hubert liegt nordwestlich von Dąbrówka in der Woiwodschaft Schlesien im Süden Polens. Das 33 ha große Schutzgebiet gehört zum europäischen Schutzgebietsnetz Natura 2000. Es handelt sich um einen Labkraut-Eichen-Hainbuchen-Wald, der bereits seit 1958 als nationales Naturschutzgebiet unter Schutz steht.
Das Gebiet wurde im Jahr 2009 als FFH-Gebiet vorgeschlagen. 2012 erfolgte die Bestätigung als Gebiet gemeinschaftlicher Bedeutung (SCI) und 2023 die Ausweisung als Besonderes Erhaltungsgebiet (SAC).

## Schutzzweck

### Lebensraumtypen
Folgende Lebensraumtypen nach Anhang I der FFH-Richtlinie kommen im Gebiet vor; prioritäre Lebensraumtypen sind mit * gekennzeichnet:
| EU Code | * | Lebensraumtyp (offizielle Bezeichnung)          | Fläche (ha) |
| ------- | - | ----------------------------------------------- | ----------- |
| 9170    |   | Labkraut-Eichen-Hainbuchenwald Galio-Carpinetum | 33,4        |